# Lista över fornlämningar i Falköpings kommun (Broddetorp)
Lista över fornlämningar i Falköpings kommun (Broddetorp) är en förteckning av ett urval av de fornlämningar som finns i Broddetorp i Falköpings kommun.
| Namn                                    | Lämningstyp                 | Tillkomsttid | Historisk indelning       | Plats | Läge                 | ID-nr          | Bild                                 |
| --------------------------------------- | --------------------------- | ------------ | ------------------------- | ----- | -------------------- | -------------- | ------------------------------------ |
| Broddetorp 3:1                          | Hög                         |              | Broddetorp, Västergötland |       | 58.283492, 13.609899 | 10186600030001 | Ladda upp en bild av detta fornminne |
| Broddetorp 7:1                          | Stenkrets                   |              | Broddetorp, Västergötland |       | 58.294588, 13.605919 | 10186600070001 | Ladda upp en bild av detta fornminne |
| Broddetorp 8:1                          | Gravfält                    |              | Broddetorp, Västergötland |       | 58.295140, 13.607283 | 10186600080001 | Ladda upp en bild av detta fornminne |
| Broddetorp 9:1                          | Grav markerad av sten/block |              | Broddetorp, Västergötland |       | 58.290275, 13.607673 | 10186600090001 | Ladda upp en bild av detta fornminne |
| Broddetorp 10:1                         | Stensättning                |              | Broddetorp, Västergötland |       | 58.288129, 13.607325 | 10186600100001 | Ladda upp en bild av detta fornminne |
| Broddetorp 11:1                         | Gravfält                    |              | Broddetorp, Västergötland |       | 58.286652, 13.608030 | 10186600110001 | Ladda upp en bild av detta fornminne |
| Broddetorp 11:2                         | Stensättning                |              | Broddetorp, Västergötland |       | 58.286022, 13.607144 | 10186600110002 | Ladda upp en bild av detta fornminne |
| Broddetorp 21:1                         | Stensättning                |              | Broddetorp, Västergötland |       | 58.299223, 13.615296 | 10186600210001 | Ladda upp en bild av detta fornminne |
| Broddetorp 25:1                         | Gravfält                    |              | Broddetorp, Västergötland |       | 58.300600, 13.625871 | 10186600250001 | Ladda upp en bild av detta fornminne |
| Broddabacken (Broddetorp 28:1)          | Hög                         |              | Broddetorp, Västergötland |       | 58.309916, 13.618702 | 10186600280001 | Ladda upp en bild av detta fornminne |
| Broddetorp 34:1                         | Hällristning                |              | Broddetorp, Västergötland |       | 58.299046, 13.621551 | 10186600340001 | Ladda upp en bild av detta fornminne |
| Broddetorp 39:1                         | Hög                         |              | Broddetorp, Västergötland |       | 58.289619, 13.611402 | 10186600390001 | Ladda upp en bild av detta fornminne |
| Broddetorp 41:1                         | Stensättning                |              | Broddetorp, Västergötland |       | 58.280646, 13.626184 | 10186600410001 | Ladda upp en bild av detta fornminne |
| Broddetorp 41:2                         | Stensättning                |              | Broddetorp, Västergötland |       | 58.281122, 13.626354 | 10186600410002 | Ladda upp en bild av detta fornminne |
| Broddetorp 41:3                         | Stensättning                |              | Broddetorp, Västergötland |       | 58.281317, 13.626342 | 10186600410003 | Ladda upp en bild av detta fornminne |
| Broddetorp 45:1                         | Stensättning                |              | Broddetorp, Västergötland |       | 58.301788, 13.625470 | 10186600450001 | Ladda upp en bild av detta fornminne |
| Backen kallas Kohögen (Broddetorp 46:1) | Gravfält                    |              | Broddetorp, Västergötland |       | 58.300067, 13.625685 | 10186600460001 | Ladda upp en bild av detta fornminne |
| Broddetorp 47:1                         | Stenkrets                   |              | Broddetorp, Västergötland |       | 58.278635, 13.621052 | 10186600470001 | Ladda upp en bild av detta fornminne |
| Broddetorp 48:1                         | Stensättning                |              | Broddetorp, Västergötland |       | 58.279603, 13.623827 | 10186600480001 | Ladda upp en bild av detta fornminne |
| Broddetorp 49:1                         | Stensättning                |              | Broddetorp, Västergötland |       | 58.279152, 13.621878 | 10186600490001 | Ladda upp en bild av detta fornminne |